# Jalcophila
 Jalcophila  M.O.Dillon & Sagast., 1986 è un genere di piante angiosperme dicotiledoni della famiglia delle Asteraceae (sottofamiglia Asteroideae, tribù Gnaphalieae e sottotribù Gnaphaliinae).

## Etimologia
Il nome scientifico del genere è stato definito dal botanico Michael O. Dillon (1947-) e Abundio Sagástegui (1932-2012) nella pubblicazione " Brittonia; a Series of Botanical Papers. New York, NY" (Brittonia 38(2): 162) del 1986.

## Descrizione
Habitus. Le specie di questo gruppo hanno un habitus di tipo erbaceo perenne di tipo alpino. Sono presenti piante a portamento cusciniforme. I cauli di queste piante sono provvisti del floema, ma non di canali resiniferi; mentre i sesquiterpeni lattoni sono normalmente assenti (piante senza lattice).
Fusto. La parte aerea in genere è eretta, semplice o ramosa.
Foglie. Le foglie in genere sono disposte in modo alternato e sono quasi sempre sessili. La lamina è intera con forme generalmente da strette a spatolate; i margini sono continui e revoluti. La superficie è tomentosa o lanosa solamente sulla faccia adassiale.
Infiorescenza. Le infiorescenze sono formate da un capolino terminale peduncolato di tipo discoide. I capolini sono formati da un involucro, con forme da cilindriche a campanulate, composto da diverse brattee, al cui interno un ricettacolo fa da base ai fiori. Le brattee, a consistenza cartacea e colorate di bruno, sono disposte in modo più o meno embricato su più serie e possono essere connate alla base (strati di stereoma indiviso);  talora possono avere un margine ialino. Il ricettacolo è nudo ossia senza pagliette a protezione della base dei fiori; la forma normalmente è piatta.
Fiori.  I fiori sono tetra-ciclici (formati cioè da 4 verticilli: calice – corolla – androceo – gineceo) e pentameri (calice e corolla formati da 5 elementi). Sono inoltre tubulosi, attinomorfi e si distinguono in:
- fiori del disco esterni: sono femminili e filiformi;
- fiori del disco centrali: sono ermafroditi; le forme sono tubulari;

In questo gruppo di piante i fiori radiati (ligulati o del raggio) sono assenti; a volte sono confusi con i fiori femminili (tubulosi) del disco esterno più o meno sub-zigomorfi con un lembo piatto e possono essere interpretati come fiori del raggio.
- Formula fiorale:

*/x K {\displaystyle \infty }, [C (5), A (5)], G 2 (infero), achenio
- Calice: i sepali del calice sono ridotti ad una coroncina di squame.
- Corolla: la forma della corolla normalmente è tubolare con 5 lobi (raramente 4); i lobi hanno delle forme da lanceolate o deltate a lineari. I colori della corolla sono porpora e varietà.
- Androceo: l'androceo è formato da 5 stami sorretti da filamenti generalmente liberi; gli stami sono connati e formano un manicotto circondante lo stilo; le teche (produttrici del polline) sono prive di sperone, ma hanno la coda (una sola); le appendici apicali delle antere hanno delle forme piatte; il tessuto endoteciale (rivestimento interno dell'antera) è quasi sempre polarizzato (con due superfici distinte: una verso l'esterno e una verso l'interno). Il polline è di tipo echinato (con punte sporgenti) a forma sferica è formato inoltre da due strati di ectesine, mentre lo strato basale è spesso e regolarmente perforato (tipo “gnafaloide”).[6]
- Gineceo: l'ovario è infero uniloculare formato da 2 carpelli. Lo stilo (il recettore del polline) è intero o biforcato con due stigmi nella parte apicale. Gli stigmi hanno una forma troncata; possono essere ricoperti da minute papille o avere dei penicilli apicali e/o dorsali. Le superfici stigmatiche sono separate.[6]

Frutti. I frutti sono degli acheni con pappo. Gli acheni sono piccoli a forma da ellissoide a ovoide; la superficie può essere ricoperta di peli ghiandolari oppure è glabra; il pericarpo può essere percorso longitudinalmente da alcuni fasci vascolari. Il pappo è formato da setole capillari barbate connate alla base in un anello.

## Biologia
Impollinazione: l'impollinazione avviene tramite insetti (impollinazione entomogama tramite farfalle diurne e notturne).

Riproduzione: la fecondazione avviene fondamentalmente tramite l'impollinazione dei fiori (vedi sopra).

Dispersione: i semi (gli acheni) cadendo a terra sono successivamente dispersi soprattutto da insetti tipo formiche (disseminazione mirmecoria). In questo tipo di piante avviene anche un altro tipo di dispersione: zoocoria. Infatti gli uncini delle brattee dell'involucro (se presenti) si agganciano ai peli degli animali di passaggio disperdendo così anche su lunghe distanze i semi della pianta. Inoltre per merito del pappo il vento può trasportare i semi anche a distanza di alcuni chilometri (disseminazione anemocora).

## Distribuzione e habitat
Le specie di questo genere sono distribuite in Colombia, Ecuador e Peru.

## Tassonomia
La famiglia di appartenenza di questa voce (Asteraceae o Compositae, nomen conservandum) probabilmente originaria del Sud America, è la più numerosa del mondo vegetale, comprende oltre 23.000 specie distribuite su 1.535 generi, oppure 22.750 specie e 1.530 generi secondo altre fonti (una delle checklist più aggiornata elenca fino a 1.679 generi). La famiglia attualmente (2021) è divisa in 16 sottofamiglie; la sottofamiglia Asteroideae è una di queste e rappresenta l'evoluzione più recente di tutta la famiglia.

### Filogenesi
Il genere di questa voce è descritto nella tribù Gnaphalieae, una delle 21 tribù della sottofamiglia Asteroideae. Da un punto di vista filogenetico, la tribù Gnaphalieae fa parte del supergruppo (o sottofamiglia) "Asteroideae grade"; l'altro è il supergruppo "Non-Asteroideae" contenente il resto delle sottofamiglie delle Asteraceae. All'interno del supergruppo è vicina alle tribù Senecioneae, Calenduleae, Astereae e Anthemideae.
La sottotribù Gnaphaliinae è caratterizzata da portamenti di vario tipo con specie ginomonoiche e monoiche, da foglie con margini interi, da capolini disciformi omogami o eterogami e raramente radiati (o subradiati), dallo stilo con rami troncati e superfici stigmatiche separate apicalmente, da acheni glabri o con tricomi allungati e pappo ridotto.
Il genere  Jalcophila appartiene al clade Flag, un gruppo informale monofiletico della sottotribù Gnaphaliinae che occupa una posizione più o meno "basale" e con il clade Australasian forma un "gruppo fratello". Il clade "FLAG" prende il nome dai suoi quattro generi più grandi: Filago, Leontopodium, Antennaria e Gamochaeta. Ricerche sul DNA delle varie specie di questo genere suggeriscono una sua possibile origine allopoliploide con un antenato vicino alla specie Gnaphalium uliginosum (il tipo di "Gnaphalium"). In questo gruppo sono presenti specie dioiche (solo fiori femminili o solo fiori maschili) e piante a portamento cusciniforme. I capolini, in formazioni corimbose o spiciformi, possono essere sottesi da foglie bratteali. Il ricettacolo in alcuni casi è squamoso.
Il "Flag clade", da un punto di vista filogenetico, può essere suddiviso in due parti: il "Lucilia-group" basato sui tricomi degli acheni e il resto del clade (in posizione "basale") considerato "gruppo fratello" del primo. Nel "Lucilia-group" sono stati individuati 7 sottocladi ben supportati. Nelle analisi sono stati considerati alcuni caratteri dei tricomi degli acheni quali la globosità delle cellule basali, il portamento clavato e la lunghezza dei tricomi.
Il genere di questa voce è incluso nel sottoclade "L6" insieme ai generi Mniodes, Quasiantennaria e Andicolea. In questo subclade il genere Jalcophila si trova in posizione "basale". In questo gruppo non sono presenti tricomi.
Il cladogramma seguente, tratto dallo studio citato e semplificato, mostra una possibile configurazione filogenetica di questo gruppo evidenziando il genere di questa voce.
|  | L1 - L2 |
|  |         |
|  | L3      |
|  |         |

|  | \| \| Mniodes \| \| \| \| \| \| Andicolea \| \| \| \| |
|  |                                                       |
|  | Quasiantennaria                                       |
|  |                                                       |
|  | Mniodes                                               |
|  |                                                       |
|  | Andicolea                                             |
|  |                                                       |

|  | Mniodes   |
|  |           |
|  | Andicolea |
|  |           |

|  | \| \| Mniodes \| \| \| \| \| \| Andicolea \| \| \| \| |
|  |                                                       |
|  | Quasiantennaria                                       |
|  |                                                       |
|  | Mniodes                                               |
|  |                                                       |
|  | Andicolea                                             |
|  |                                                       |

|  | Mniodes   |
|  |           |
|  | Andicolea |
|  |           |

|  | L1 - L2 |
|  |         |
|  | L3      |
|  |         |

|  | \| \| Mniodes \| \| \| \| \| \| Andicolea \| \| \| \| |
|  |                                                       |
|  | Quasiantennaria                                       |
|  |                                                       |
|  | Mniodes                                               |
|  |                                                       |
|  | Andicolea                                             |
|  |                                                       |

|  | Mniodes   |
|  |           |
|  | Andicolea |
|  |           |

|  | \| \| Mniodes \| \| \| \| \| \| Andicolea \| \| \| \| |
|  |                                                       |
|  | Quasiantennaria                                       |
|  |                                                       |
|  | Mniodes                                               |
|  |                                                       |
|  | Andicolea                                             |
|  |                                                       |

|  | Mniodes   |
|  |           |
|  | Andicolea |
|  |           |

|  | L1 - L2 |
|  |         |
|  | L3      |
|  |         |

|  | \| \| Mniodes \| \| \| \| \| \| Andicolea \| \| \| \| |
|  |                                                       |
|  | Quasiantennaria                                       |
|  |                                                       |
|  | Mniodes                                               |
|  |                                                       |
|  | Andicolea                                             |
|  |                                                       |

|  | Mniodes   |
|  |           |
|  | Andicolea |
|  |           |

|  | \| \| Mniodes \| \| \| \| \| \| Andicolea \| \| \| \| |
|  |                                                       |
|  | Quasiantennaria                                       |
|  |                                                       |
|  | Mniodes                                               |
|  |                                                       |
|  | Andicolea                                             |
|  |                                                       |

|  | Mniodes   |
|  |           |
|  | Andicolea |
|  |           |

|  | L1 - L2 |
|  |         |
|  | L3      |
|  |         |

|  | \| \| Mniodes \| \| \| \| \| \| Andicolea \| \| \| \| |
|  |                                                       |
|  | Quasiantennaria                                       |
|  |                                                       |
|  | Mniodes                                               |
|  |                                                       |
|  | Andicolea                                             |
|  |                                                       |

|  | Mniodes   |
|  |           |
|  | Andicolea |
|  |           |

|  | \| \| Mniodes \| \| \| \| \| \| Andicolea \| \| \| \| |
|  |                                                       |
|  | Quasiantennaria                                       |
|  |                                                       |
|  | Mniodes                                               |
|  |                                                       |
|  | Andicolea                                             |
|  |                                                       |

|  | Mniodes   |
|  |           |
|  | Andicolea |
|  |           |

|  | L1 - L2 |
|  |         |
|  | L3      |
|  |         |

|  | \| \| Mniodes \| \| \| \| \| \| Andicolea \| \| \| \| |
|  |                                                       |
|  | Quasiantennaria                                       |
|  |                                                       |
|  | Mniodes                                               |
|  |                                                       |
|  | Andicolea                                             |
|  |                                                       |

|  | Mniodes   |
|  |           |
|  | Andicolea |
|  |           |

|  | \| \| Mniodes \| \| \| \| \| \| Andicolea \| \| \| \| |
|  |                                                       |
|  | Quasiantennaria                                       |
|  |                                                       |
|  | Mniodes                                               |
|  |                                                       |
|  | Andicolea                                             |
|  |                                                       |

|  | Mniodes   |
|  |           |
|  | Andicolea |
|  |           |

|  | L1 - L2 |
|  |         |
|  | L3      |
|  |         |

|  | \| \| Mniodes \| \| \| \| \| \| Andicolea \| \| \| \| |
|  |                                                       |
|  | Quasiantennaria                                       |
|  |                                                       |
|  | Mniodes                                               |
|  |                                                       |
|  | Andicolea                                             |
|  |                                                       |

|  | Mniodes   |
|  |           |
|  | Andicolea |
|  |           |

|  | \| \| Mniodes \| \| \| \| \| \| Andicolea \| \| \| \| |
|  |                                                       |
|  | Quasiantennaria                                       |
|  |                                                       |
|  | Mniodes                                               |
|  |                                                       |
|  | Andicolea                                             |
|  |                                                       |

|  | Mniodes   |
|  |           |
|  | Andicolea |
|  |           |

|  | L1 - L2 |
|  |         |
|  | L3      |
|  |         |

|  | \| \| Mniodes \| \| \| \| \| \| Andicolea \| \| \| \| |
|  |                                                       |
|  | Quasiantennaria                                       |
|  |                                                       |
|  | Mniodes                                               |
|  |                                                       |
|  | Andicolea                                             |
|  |                                                       |

|  | Mniodes   |
|  |           |
|  | Andicolea |
|  |           |

|  | \| \| Mniodes \| \| \| \| \| \| Andicolea \| \| \| \| |
|  |                                                       |
|  | Quasiantennaria                                       |
|  |                                                       |
|  | Mniodes                                               |
|  |                                                       |
|  | Andicolea                                             |
|  |                                                       |

|  | Mniodes   |
|  |           |
|  | Andicolea |
|  |           |

|  | L1 - L2 |
|  |         |
|  | L3      |
|  |         |

|  | \| \| Mniodes \| \| \| \| \| \| Andicolea \| \| \| \| |
|  |                                                       |
|  | Quasiantennaria                                       |
|  |                                                       |
|  | Mniodes                                               |
|  |                                                       |
|  | Andicolea                                             |
|  |                                                       |

|  | Mniodes   |
|  |           |
|  | Andicolea |
|  |           |

|  | \| \| Mniodes \| \| \| \| \| \| Andicolea \| \| \| \| |
|  |                                                       |
|  | Quasiantennaria                                       |
|  |                                                       |
|  | Mniodes                                               |
|  |                                                       |
|  | Andicolea                                             |
|  |                                                       |

|  | Mniodes   |
|  |           |
|  | Andicolea |
|  |           |

|  | L1 - L2 |
|  |         |
|  | L3      |
|  |         |

|  | \| \| Mniodes \| \| \| \| \| \| Andicolea \| \| \| \| |
|  |                                                       |
|  | Quasiantennaria                                       |
|  |                                                       |
|  | Mniodes                                               |
|  |                                                       |
|  | Andicolea                                             |
|  |                                                       |

|  | Mniodes   |
|  |           |
|  | Andicolea |
|  |           |

|  | \| \| Mniodes \| \| \| \| \| \| Andicolea \| \| \| \| |
|  |                                                       |
|  | Quasiantennaria                                       |
|  |                                                       |
|  | Mniodes                                               |
|  |                                                       |
|  | Andicolea                                             |
|  |                                                       |

|  | Mniodes   |
|  |           |
|  | Andicolea |
|  |           |

|  | L1 - L2 |
|  |         |
|  | L3      |
|  |         |

|  | \| \| Mniodes \| \| \| \| \| \| Andicolea \| \| \| \| |
|  |                                                       |
|  | Quasiantennaria                                       |
|  |                                                       |
|  | Mniodes                                               |
|  |                                                       |
|  | Andicolea                                             |
|  |                                                       |

|  | Mniodes   |
|  |           |
|  | Andicolea |
|  |           |

|  | \| \| Mniodes \| \| \| \| \| \| Andicolea \| \| \| \| |
|  |                                                       |
|  | Quasiantennaria                                       |
|  |                                                       |
|  | Mniodes                                               |
|  |                                                       |
|  | Andicolea                                             |
|  |                                                       |

|  | Mniodes   |
|  |           |
|  | Andicolea |
|  |           |

|  | L1 - L2 |
|  |         |
|  | L3      |
|  |         |

|  | \| \| Mniodes \| \| \| \| \| \| Andicolea \| \| \| \| |
|  |                                                       |
|  | Quasiantennaria                                       |
|  |                                                       |
|  | Mniodes                                               |
|  |                                                       |
|  | Andicolea                                             |
|  |                                                       |

|  | Mniodes   |
|  |           |
|  | Andicolea |
|  |           |

|  | \| \| Mniodes \| \| \| \| \| \| Andicolea \| \| \| \| |
|  |                                                       |
|  | Quasiantennaria                                       |
|  |                                                       |
|  | Mniodes                                               |
|  |                                                       |
|  | Andicolea                                             |
|  |                                                       |

|  | Mniodes   |
|  |           |
|  | Andicolea |
|  |           |

|  | L1 - L2 |
|  |         |
|  | L3      |
|  |         |

|  | \| \| Mniodes \| \| \| \| \| \| Andicolea \| \| \| \| |
|  |                                                       |
|  | Quasiantennaria                                       |
|  |                                                       |
|  | Mniodes                                               |
|  |                                                       |
|  | Andicolea                                             |
|  |                                                       |

|  | Mniodes   |
|  |           |
|  | Andicolea |
|  |           |

|  | \| \| Mniodes \| \| \| \| \| \| Andicolea \| \| \| \| |
|  |                                                       |
|  | Quasiantennaria                                       |
|  |                                                       |
|  | Mniodes                                               |
|  |                                                       |
|  | Andicolea                                             |
|  |                                                       |

|  | Mniodes   |
|  |           |
|  | Andicolea |
|  |           |

|  | L1 - L2 |
|  |         |
|  | L3      |
|  |         |

|  | \| \| Mniodes \| \| \| \| \| \| Andicolea \| \| \| \| |
|  |                                                       |
|  | Quasiantennaria                                       |
|  |                                                       |
|  | Mniodes                                               |
|  |                                                       |
|  | Andicolea                                             |
|  |                                                       |

|  | Mniodes   |
|  |           |
|  | Andicolea |
|  |           |

|  | \| \| Mniodes \| \| \| \| \| \| Andicolea \| \| \| \| |
|  |                                                       |
|  | Quasiantennaria                                       |
|  |                                                       |
|  | Mniodes                                               |
|  |                                                       |
|  | Andicolea                                             |
|  |                                                       |

|  | Mniodes   |
|  |           |
|  | Andicolea |
|  |           |

|  | L1 - L2 |
|  |         |
|  | L3      |
|  |         |

|  | \| \| Mniodes \| \| \| \| \| \| Andicolea \| \| \| \| |
|  |                                                       |
|  | Quasiantennaria                                       |
|  |                                                       |
|  | Mniodes                                               |
|  |                                                       |
|  | Andicolea                                             |
|  |                                                       |

|  | Mniodes   |
|  |           |
|  | Andicolea |
|  |           |

|  | \| \| Mniodes \| \| \| \| \| \| Andicolea \| \| \| \| |
|  |                                                       |
|  | Quasiantennaria                                       |
|  |                                                       |
|  | Mniodes                                               |
|  |                                                       |
|  | Andicolea                                             |
|  |                                                       |

|  | Mniodes   |
|  |           |
|  | Andicolea |
|  |           |

|  | L1 - L2 |
|  |         |
|  | L3      |
|  |         |

|  | \| \| Mniodes \| \| \| \| \| \| Andicolea \| \| \| \| |
|  |                                                       |
|  | Quasiantennaria                                       |
|  |                                                       |
|  | Mniodes                                               |
|  |                                                       |
|  | Andicolea                                             |
|  |                                                       |

|  | Mniodes   |
|  |           |
|  | Andicolea |
|  |           |

|  | \| \| Mniodes \| \| \| \| \| \| Andicolea \| \| \| \| |
|  |                                                       |
|  | Quasiantennaria                                       |
|  |                                                       |
|  | Mniodes                                               |
|  |                                                       |
|  | Andicolea                                             |
|  |                                                       |

|  | Mniodes   |
|  |           |
|  | Andicolea |
|  |           |

|  | L1 - L2 |
|  |         |
|  | L3      |
|  |         |

|  | \| \| Mniodes \| \| \| \| \| \| Andicolea \| \| \| \| |
|  |                                                       |
|  | Quasiantennaria                                       |
|  |                                                       |
|  | Mniodes                                               |
|  |                                                       |
|  | Andicolea                                             |
|  |                                                       |

|  | Mniodes   |
|  |           |
|  | Andicolea |
|  |           |

|  | \| \| Mniodes \| \| \| \| \| \| Andicolea \| \| \| \| |
|  |                                                       |
|  | Quasiantennaria                                       |
|  |                                                       |
|  | Mniodes                                               |
|  |                                                       |
|  | Andicolea                                             |
|  |                                                       |

|  | Mniodes   |
|  |           |
|  | Andicolea |
|  |           |

I caratteri distintivi del genere Jalcophila sono:
- i fiori centrali sono colorati di porpora;
- i peli sui bracci dello stilo sono sia in posizione dorsale che apicale (o eventualmente solo dorsale).

### Elenco delle specie
Questo genere ha 3 specie:
- Jalcophila colombiana S.Díaz & Vélez-Nauer
- Jalcophila ecuadorensis  M.O.Dillon & Sagást.
- Jalcophila peruviana  M.O.Dillon & Sagást.